# Manizha
Manizha Dalérovna Sanguín (nacida Jamráyeva; en ruso: Манижа Далеровна Сангин (Хамраева); en tayiko: Манижа Далеровна Ҳамроева; Dusambé, Tayikistán, 8 de julio de 1991), conocida simplemente como Manizha, es una cantante y compositora ruso-tayika.
La artista comenzó su carrera en 2003 como cantante infantil y posteriormente actuó con los grupos Ru.Kola, Assai y Krip De Shin, antes de iniciar una carrera en solitario. Ella representó a Rusia en el Festival de la Canción de Eurovisión 2021 con la canción Russian Woman.

## Biografía
Manizha nació el 8 de julio de 1991 en Dusambé, fruto del matrimonio de su padre, dedicado a la medicina, y de su madre, Najiba Usmánova, psicóloga y diseñadora de ropa. Sus padres están divorciados y su padre no quería que comenzara una carrera como cantante porque creía que no era una profesión adecuada para una mujer musulmana. Por su parte, el abuelo de Manizha fue Toji Usmón, un escritor y periodista tayiko con un monumento dedicado a su honor en Juyand, mientras que su bisabuela fue una de las primeras mujeres en Tayikistán en quitarse el velo y comenzar una carrera propia; en respuesta a esto, hizo que sus hijos fueran retirados de su cuidado, aunque más tarde pudo regresar con ellos y comenzar a trabajar fuera de casa. Asimismo, Manizha cambió su apellido de Jamráyeva a Sanguín para honrar a su abuela, quien fue una de las primeras personas que la animó a dedicarse a la música.
En 1994, Manizha y su familia huyeron de Tayikistán debido a la Guerra civil tayika y posteriormente se instalaron en Moscú. Después de llegar a la capital rusa, Manizha comenzó a estudiar piano en una escuela de música. Luego dejó la escuela para comenzar a practicar con entrenadores vocales privados. Además, estudió psicología en la Universidad Estatal de Humanidades de Rusia.

## Carrera

### 2003-2015: Primeros años
Manizha comenzó su carrera en 2003, actuando como cantante infantil. Participó en varios concursos de canto para niños, ganó el Gran Premio de la competición Rainbow Stars en Jūrmala, se convirtió en laureada del festival Ray of Hope organizado por Mir e hizo lo propio en la competición Kaunas Talent en Kaunas. Igualmente, grabó varias canciones tanto en ruso como en tayiko antes de unirse al proyecto musical Ru.Kola en 2007. Ese año, se convirtió también en finalista del concurso de música Five Stars en Sochi.
Más tarde, Manizha dejó el proyecto Ru.Kola y se unió al grupo ruso Assai en 2011. Luego, dejó Assai para unirse a Krip De Shin poco después, que se formó junto con otros exmiembros de Assai. Con Krip De Shin, grabó un extended play y actuó en varios festivales de música en toda Rusia. Debido a las diferencias creativas entre ella y la banda, acabó optando por dejar el grupo. Después de este acontecimiento, Manizha se mudó a Londres y comenzó a estudiar música gospel tanto en Londres como en la ciudad de Nueva York.

### 2016-2020: Trabajos como solista
En 2016, Manizha regresó a su carrera musical con el lanzamiento de varios sencillos lanzados de forma independiente. Los temas fueron seguidos por el lanzamiento de su álbum de estudio debut Manuscript, que se lanzó también de manera independiente en febrero de 2017. Tras el lanzamiento de Manuscript, la cantante comenzó a trabajar en su segundo álbum de estudio, ЯIAM, que fue lanzado más tarde, en marzo de 2018. Al describir el álbum, Manizha afirmó que se basaba en la "arquitectura de la personalidad" de una persona. Su primer extended play en solitario, Womanizha, fue lanzado más tarde al año siguiente, en abril de 2019.

### 2021-presente: Eurovisión
En marzo de 2021, se confirmó que Manizha participaría en la final nacional rusa del Festival de la Canción de Eurovisión 2021 con la canción "Rússkaya zhénschina" (en ruso, "Русская женщина"), conocida en inglés como "Russian Woman". La final se celebró en Moscú el 8 de marzo de 2021, donde Manizha fue declarada ganadora tras recibir el 39,7 % de los votos del público, por lo que representó a Rusia en el Festival de la Canción de Eurovisión 2021, celebrado en Róterdam, quedando en novena posición.

## Discografía

### Álbumes de estudio
| Título     | Detalles                                                                                       |
| ---------- | ---------------------------------------------------------------------------------------------- |
| Manuscript | - Lanzamiento: 17 de febrero de 2017 - Discográfica: Independiente - Formato: descarga digital |
| ЯIAM       | - Lanzamiento: 23 de marzo de 2018 - Discográfica: Independiente - Formato: descarga digital   |

### Extended plays
| Título    | Detalles                                                                                     |
| --------- | -------------------------------------------------------------------------------------------- |
| Womanizha | - Lanzamiento: 26 de abril de 2019 - Discográfica: Independiente - Formato: descarga digital |

### Sencillos
| Año  | Título                                 | Mejores posiciones en listas | Álbum                                                     |
| Año  | Título                                 | RUS                          | Álbum                                                     |
| ---- | -------------------------------------- | ---------------------------- | --------------------------------------------------------- |
| 2016 | "I Love Too Much"                      | —                            | —                                                         |
| 2016 | "Little Lady"                          | —                            | —                                                         |
| 2016 | "Sleepy Song" (con Dima Ustinov)       | —                            | —                                                         |
| 2017 | "Ustan"                                | —                            | ЯIAM (Edición Deluxe)                                     |
| 2017 | "Hear What I Feel"                     | —                            | —                                                         |
| 2017 | "The Emerald"                          | —                            | —                                                         |
| 2018 | "Lyubil kak mog"                       | —                            | —                                                         |
| 2018 | "Mne lerko"                            | —                            | —                                                         |
| 2018 | "Black Swan" (con Anya Chipovskaya)    | —                            | —                                                         |
| 2019 | "Zavtrak"                              | —                            | —                                                         |
| 2019 | "Seychas dvazhly ne sluchitsya"        | —                            | —                                                         |
| 2019 | "NEDOSLAVYANKA"                        | —                            | —                                                         |
| 2019 | "VANYA"                                | —                            | —                                                         |
| 2020 | "CHELOVEK2020"                         | —                            | —                                                         |
| 2020 | "Nachalo"                              | —                            | —                                                         |
| 2020 | "Na put voina vstayu"                  | —                            | Mulan (Banda sonora oficial de la película: doblaje ruso) |
| 2020 | "Gorod Solntsa"                        | —                            | —                                                         |
| 2021 | "Pro tebya"                            | —                            | —                                                         |
| 2021 | "AKKULISTA" (con Everthe8)             | —                            | —                                                         |
| 2021 | "Russkaya zhenshchina (Russian Woman)" | —                            | —                                                         |